# Orphée (poème symphonique)
Pour les articles homonymes, voir Orphée (homonymie).
Orphée est un poème symphonique de Franz Liszt, composé en 1854.

## Historique
Composée la même année que Les Préludes, cette page symphonique avait été initialement conçue pour être un prologue à Orphée et Eurydice (1762), opéra de Christoph Willibald Gluck. L'œuvre a été créé à Weimar le 16 février 1854. L'œuvre est le 4e poème symphonique composé par Franz Liszt. La pièce a une durée de 12 minutes. Une version de la pièce existe aussi pour piano à quatre mains (S 592) et pour deux pianos (S 638). Jean Guillou en a fait une transcription pour orgue.

## Instrumentation
L'œuvre est composée pour trois flûtes, deux hautbois, deux clarinettes, deux bassons, quatre cors, deux trompettes, trois trombones, un tuba, timbales, deux harpes et cordes .

## Discographie
• Olivier Obdebeek, Maîtrise de Caen, Les Siècles, François-Xavier Roth (dir), Harmonia Mundi